# 2. česká hokejová liga 2012/2013
2. česká hokejová liga v sezóně 2012/2013 byla 20. ročníkem samostatné třetí nejvyšší české soutěže v ledním hokeji. Z 1. ligy do tohoto ročníku nikdo nesestoupil. Z krajských přeborů do tohoto ročníku druhé ligy naopak postoupil tým HC Tábor. Licenci do ročníku 2012/2013 prodal HC Lev Benešov do HC Moravské Budějovice. Do soutěže nenastoupil tým HC Uherské Hradiště a tým HC BAK Trutnov, který byl vyloučen z důvodu včasného nezaplacení startovného.

## Systém soutěže
Soutěže se účastnilo 30 celků rozdělených do tří skupin po deseti mužstvech. Celky se mezi sebou v rámci skupiny utkaly čtyřkolově každý s každým - celkem 36 kol. Ve skupině východ bylo navíc vloženo 6 speciálních kol, kdy se spolu střetli sousedi v tabulce, respektive regionální soupeři. Do play off postoupila z každé skupiny nejlepší osmička týmů. V play off se hrálo na tři vítězná utkání. Vítězové play off jednotlivých skupin postoupili do baráže o 1. ligu. Nejhorší týmy každé skupiny hrály baráž o udržení ve 2. lize, která se hrála jako série na dvě vítězná utkání.

## Západ
- Karlovarský kraj: HC Baník Sokolov
- Středočeský kraj: HC Řisuty
- Ústecký kraj: HC Děčín, HC Draci Bílina, HC Klášterec nad Ohří
- Praha: HC Kobra Praha
- Jihočeský kraj: HC Milevsko 2010, HC Tábor
- Liberecký kraj: HC Vlci Jablonec nad Nisou
- Plzeňský kraj: SHC Klatovy

### Základní část
| Vysvětlivka                    |
| ------------------------------ |
| Postup do čtvrtfinále play off |
| Tým vyřazen                    |
| Účastník baráže o 2. ligu      |

| Poř. | Tým                        | Z  | V  | VP | PP | P  | VG  | OG  | B  |
| ---- | -------------------------- | -- | -- | -- | -- | -- | --- | --- | -- |
| 1.   | HC Tábor                   | 36 | 20 | 3  | 5  | 8  | 164 | 117 | 71 |
| 2.   | HC Řisuty                  | 36 | 20 | 3  | 1  | 12 | 148 | 110 | 67 |
| 3.   | HC Děčín                   | 36 | 19 | 2  | 1  | 14 | 160 | 138 | 62 |
| 4.   | SHC Klatovy                | 36 | 18 | 1  | 2  | 15 | 133 | 132 | 58 |
| 5.   | HC Klášterec nad Ohří      | 36 | 16 | 2  | 4  | 14 | 136 | 128 | 56 |
| 6.   | HC Baník Sokolov           | 36 | 14 | 3  | 4  | 15 | 127 | 145 | 52 |
| 7.   | HC Kobra Praha             | 36 | 15 | 0  | 6  | 15 | 139 | 147 | 51 |
| 8.   | HC Vlci Jablonec nad Nisou | 36 | 11 | 4  | 3  | 18 | 136 | 159 | 44 |
| 9.   | HC Draci Bílina            | 36 | 9  | 7  | 2  | 18 | 123 | 151 | 43 |
| 10.  | HC Milevsko 2010           | 36 | 9  | 4  | 1  | 22 | 119 | 158 | 36 |

### Play off

#### Čtvrtfinále
- HC Tábor - HC Vlci Jablonec nad Nisou 6:3 (2:2, 1:0, 3:1)
- HC Vlci Jablonec nad Nisou - HC Tábor 2:6 (1:2, 0:1, 1:3)
- HC Tábor - HC Vlci Jablonec nad Nisou 9:1 (4:0, 3:1, 2:0)
- Konečný stav série 3:0 na zápasy pro HC Tábor

- HC Řisuty - HC Kobra Praha 2:3 (0:1, 0:0, 2:2)
- HC Kobra Praha - HC Řisuty 2:5 (1:1, 0:1, 1:3)
- HC Řisuty - HC Kobra Praha 3:2 (1:1, 0:1, 2:0)
- HC Kobra Praha - HC Řisuty 3:2 (SN) (1:1, 0:0, 1:1 - 0:0)
- HC Řisuty - HC Kobra Praha 6:4 (1:1, 2:2, 3:1)
- Konečný stav série 3:2 na zápasy pro HC Řisuty

- HC Děčín - HC Baník Sokolov 1:8 (1:4, 0:1, 0:3)
- HC Baník Sokolov - HC Děčín 4:3 (1:2, 1:0, 2:1)
- HC Děčín - HC Baník Sokolov 5:2 (1:0, 0:2, 4:0)
- HC Baník Sokolov - HC Děčín 2:4 (0:1,2:0, 0:3)
- HC Děčín - HC Baník Sokolov 1:5 (0:2, 0:1, 1:2)
- Konečný stav série 2:3 na zápasy pro HC Baník Sokolov

- SHC Klatovy - HC Klášterec nad Ohří 5:4 (SN) (1:1, 1:2, 2:1 - 0:0)
- HC Klášterec nad Ohří - SHC Klatovy 7:2 (0:1, 3:0, 4:1)
- SHC Klatovy - HC Klášterec nad Ohří 4:2 (2:1, 1:0, 1:1)
- HC Klášterec nad Ohří - SHC Klatovy 5:3 (1:1, 1:1, 3:1)
- SHC Klatovy - HC Klášterec nad Ohří 2:3 (PP) (0:1, 0:1, 2:0 - 0:1)
- Konečný stav série 2:3 na zápasy pro HC Klášterec nad Ohří

#### Semifinále
- HC Tábor - HC Baník Sokolov 9:2 (1:0, 4:1, 4:1)
- HC Baník Sokolov - HC Tábor 5:4 (1:2, 3:2, 1:0)
- HC Tábor - HC Baník Sokolov 3:0 (0:0, 2:0, 1:0)
- HC Baník Sokolov - HC Tábor 2:6 (1:2, 0:2, 1:2)
- Konečný stav série 3:1 na zápasy pro HC Tábor

- HC Řisuty - HC Klášterec nad Ohří 5:0 (1:0, 4:0, 0:0)
- HC Klášterec nad Ohří - HC Řisuty 1:3 (0:0, 0:2, 1:1)
- HC Řisuty - HC Klášterec nad Ohří 7:4 (0:2, 2:2, 5:0)
- Konečný stav série 3:0 na zápasy pro HC Řisuty

#### Finále
- HC Tábor - HC Řisuty 4:0 (2:0, 0:0, 2:0)
- HC Řisuty - HC Tábor 4:5 (1:0, 1:4, 2:1)
- HC Tábor - HC Řisuty 3:4 (PP) (1:1, 2:1, 0:1 - 0:1)
- HC Řisuty - HC Tábor 1:3 (1:0, 0:1, 0:2)
- Konečný stav série 3:1 na zápasy pro HC Tábor, který tak postoupil do baráže o 1. ligu.

## Střed
- Jihomoravský kraj: HC Břeclav, SHK Hodonín, VSK Technika Brno
- Vysočina: HC Chotěboř, SKLH Žďár nad Sázavou, Spartak Pelhřimov, HC Moravské Budějovice
- Jihočeský kraj: KLH Vajgar Jindřichův Hradec
- Středočeský kraj: NED Hockey Nymburk, SC Kolín

### Základní část
| Vysvětlivka                    |
| ------------------------------ |
| Postup do čtvrtfinále play off |
| Tým vyřazen                    |
| Účastník baráže o 2. ligu      |

| Poř. | Tým                          | Z  | V  | VP | PP | P  | VG  | OG  | B  |
| ---- | ---------------------------- | -- | -- | -- | -- | -- | --- | --- | -- |
| 1.   | SHK Hodonín                  | 36 | 27 | 3  | 3  | 3  | 215 | 103 | 89 |
| 2.   | VSK Technika Brno            | 36 | 19 | 4  | 2  | 11 | 154 | 111 | 67 |
| 3.   | SKLH Žďár nad Sázavou        | 36 | 20 | 3  | 0  | 13 | 158 | 127 | 66 |
| 4.   | SC Kolín                     | 36 | 20 | 1  | 3  | 12 | 149 | 121 | 65 |
| 5.   | NED Hockey Nymburk           | 36 | 16 | 4  | 5  | 11 | 133 | 134 | 62 |
| 6.   | Pelhřimov                    | 36 | 13 | 4  | 7  | 12 | 146 | 158 | 54 |
| 7.   | HC Lvi Břeclav               | 36 | 16 | 1  | 3  | 16 | 154 | 133 | 53 |
| 8.   | HC Moravské Budějovice       | 36 | 9  | 5  | 1  | 21 | 105 | 141 | 38 |
| 9.   | KLH Vajgar Jindřichův Hradec | 36 | 9  | 2  | 1  | 24 | 120 | 158 | 32 |
| 10.  | HC Lvi Chotěboř              | 36 | 4  | 0  | 2  | 30 | 103 | 251 | 14 |

### Play off

#### Čtvrtfinále
- SHK Hodonín - HC Moravské Budějovice 4:3 (SN) (0:2, 2:1, 1:0 - 0:0)
- HC Moravské Budějovice - SHK Hodonín 2:3 (SN) (0:0, 0:1, 2:1 - 0:0)
- SHK Hodonín - HC Moravské Budějovice 12:0 (2:0, 5:0, 5:0)
- Konečný stav série 3:0 na zápasy pro SHK Hodonín

- VSK Technika Brno - HC Lvi Břeclav 2:1 (1:1, 1:0, 0:0)
- HC Lvi Břeclav - VSK Technika Brno 3:1 (1:1, 0:0, 2:0)
- VSK Technika Brno - HC Lvi Břeclav 3:2 (2:0, 1:1, 0:1)
- HC Lvi Břeclav - VSK Technika Brno 2:0 (0:0, 2:0, 0:0)
- VSK Technika Brno - HC Lvi Břeclav 3:1 (2:1, 0:0, 1:0)
- Konečný stav série 3:2 na zápasy pro VSK Technika Brno

- SKLH Žďár nad Sázavou - HC Spartak Pelhřimov 4:0 (1:0, 2:0, 1:0)
- HC Spartak Pelhřimov - SKLH Žďár nad Sázavou 3:9 (1:2, 0:6, 2:1)
- SKLH Žďár nad Sázavou - HC Spartak Pelhřimov 6:4 (2:1, 1:3, 3:0)
- Konečný stav série 3:0 na zápasy pro SKLH Žďár nad Sázavou

- SC Kolín - NED Hockey Nymburk 6:2 (2:1, 2:0, 2:1)
- NED Hockey Nymburk - SC Kolín 5:0 (2:0, 1:0, 2:0)
- SC Kolín - NED Hockey Nymburk 8:3 (1:1, 4:1, 3:1)
- NED Hockey Nymburk - SC Kolín 10:1 (2:1, 3:0, 5:0)
- SC Kolín - NED Hockey Nymburk 6:3 (1:0, 2:1, 3:2)
- Konečný stav série 3:2 na zápasy pro SC Kolín

#### Semifinále
- SHK Hodonín - SC Kolín 5:4 (2:0, 2:3, 1:1)
- SC Kolín - SHK Hodonín 1:3 (1:0, 0:1,0:2)
- SHK Hodonín - SC Kolín 3:4 (1:2, 0:1, 2:1)
- SC Kolín - SHK Hodonín 3:4 (0:1, 1:0, 2:3)
- Konečný stav série 3:1 na zápasy pro SHK Hodonín

- VSK Technika Brno - SKLH Žďár nad Sázavou 3:2 (PP) (2:0, 0:1, 0:1 - 1:0)
- SKLH Žďár nad Sázavou - VSK Technika Brno 2:4 (0:2, 2:0, 0:2)
- VSK Technika Brno - SKLH Žďár nad Sázavou 5:2 (2:1, 1:1, 2:0)
- Konečný stav série 3:0 na zápasy pro VSK Technika Brno

#### Finále
- SHK Hodonín - VSK Technika Brno 3:4 (SN) (2:1, 0:1, 1:1 - 0:0)
- VSK Technika Brno - SHK Hodonín 3:6 (1:0, 2:2, 0:3)
- SHK Hodonín - VSK Technika Brno 1:4 (0:1, 0:0, 1:3)
- VSK Technika Brno - SHK Hodonín 0:3 (0:0, 0:1, 0:2)
- SHK Hodonín - VSK Technika Brno 0:1 (PP) (0:0, 0:0, 0:0 - 0:1)
- Konečný stav série 2:3 na zápasy pro tým VSK Technika Brno, který tak postoupil do baráže o 1. ligu.

## Východ
- Moravskoslezský kraj: HC AZ Havířov 2010, HC Frýdek-Místek, HK Nový Jičín, HC Baník Karviná, HC RT Torax Poruba, HC Slezan Opava
- Zlínský kraj: HC Bobři Valašské Meziříčí, VHK Vsetín
- Olomoucký kraj: HC Zubr Přerov, HK Jestřábi Prostějov

### Základní část
| Vysvětlivka                    |
| ------------------------------ |
| Postup do čtvrtfinále play off |
| Tým vyřazen                    |
| Účastník baráže o 2. ligu      |

| Poř. | Tým                        | Z  | V  | VP | PP | P  | VG  | OG  | B  |
| ---- | -------------------------- | -- | -- | -- | -- | -- | --- | --- | -- |
| 1.   | HC Zubr Přerov             | 42 | 23 | 8  | 2  | 9  | 150 | 103 | 87 |
| 1.   | HC AZ Havířov 2010         | 42 | 24 | 4  | 5  | 9  | 166 | 100 | 85 |
| 3.   | LHK Jestřábi Prostějov     | 42 | 18 | 5  | 4  | 15 | 152 | 148 | 68 |
| 4.   | HC RT Torax Poruba         | 42 | 18 | 3  | 5  | 16 | 138 | 124 | 65 |
| 5.   | VHK Vsetín                 | 42 | 19 | 3  | 1  | 19 | 142 | 133 | 64 |
| 6.   | HC Baník Karviná           | 42 | 16 | 5  | 6  | 15 | 153 | 150 | 64 |
| 7.   | HC Slezan Opava            | 42 | 16 | 3  | 5  | 18 | 138 | 144 | 59 |
| 8.   | HK Nový Jičín              | 42 | 16 | 4  | 1  | 21 | 126 | 130 | 57 |
| 9.   | HC Frýdek-Místek           | 42 | 13 | 4  | 5  | 20 | 132 | 165 | 52 |
| 10.  | HC Bobři Valašské Meziříčí | 42 | 5  | 3  | 8  | 26 | 117 | 217 | 29 |

### Play off

#### Čtvrtfinále
- HC Zubr Přerov - HK Nový Jičín 5:2 (2:0, 2:1, 1:1)
- HK Nový Jičín - HC Zubr Přerov 0:3 (0:0, 0:3, 0:0)
- HC Zubr Přerov - HK Nový Jičín 4:0 (1:0, 1:0, 2:0)
- Konečný stav série 3:0 na zápasy pro HC Zubr Přerov

- HC AZ Havířov 2010 - HC Slezan Opava 6:4 (2:1, 1:2, 3:1)
- HC Slezan Opava - HC AZ Havířov 2010 3:0 (2:0, 1:0, 0:0)
- HC AZ Havířov 2010 - HC Slezan Opava 3:1 (1:0, 0:0, 2:1)
- HC Slezan Opava - HC AZ Havířov 2010 1:4 (1:1, 0:2, 0:1)
- Konečný stav série 3:1 na zápasy pro HC AZ Havířov 2010

- LHK Jestřábi Prostějov - HC Baník Karviná 1:2 (PP) (1:1, 0:0, 0:0 - 0:1)
- HC Baník Karviná - LHK Jestřábi Prostějov 4:2 (0:0, 2:2, 2:0)
- LHK Jestřábi Prostějov - HC Baník Karviná 1:4 (0:2, 0:1, 1:1)
- Konečný stav série 0:3 na zápasy pro HC Baník Karviná

- HC RT Torax Poruba - VHK Vsetín 1:0 (0:0, 1:0, 0:0)
- VHK Vsetín - HC RT Torax Poruba 2:5 (0:3, 1:1, 1:1)
- HC RT Torax Poruba - VHK Vsetín 3:2 (0:0, 1:0, 2:2)
- Konečný stav série 3:0 na zápasy pro HC RT Torax Poruba

#### Semifinále
- HC Zubr Přerov - HC Baník Karviná 6:3 (2:0, 2:2, 2:1)
- HC Baník Karviná - HC Zubr Přerov 4:3 (0:1, 3:2, 1:0)
- HC Zubr Přerov - HC Baník Karviná 9:2 (4:0, 3:0, 2:2)
- HC Baník Karviná - HC Zubr Přerov 4:1 (0:0, 1:0, 3:1)
- HC Zubr Přerov - HC Baník Karviná 4:5 (SN) (0:3, 1:1, 3:0 - 0:0)
- Konečný stav série 2:3 na zápasy pro HC Baník Karviná

- HC AZ Havířov 2010 - HC RT Torax Poruba 2:1 (0:0, 2:1, 0:0)
- HC RT Torax Poruba - HC AZ Havířov 2010 3:2 (1:0, 2:2, 0:0)
- HC AZ Havířov 2010 - HC RT Torax Poruba 1:0 (0:0, 0:0, 1:0)
- HC RT Torax Poruba - HC AZ Havířov 2010 1:3 (0:0, 0:1, 1:2)
- Konečný stav série 3:1 na zápasy pro HC AZ Havířov 2010

#### Finále
- HC AZ Havířov 2010 - HC Baník Karviná 8:3 (4:0, 2:2, 2:1)
- HC Baník Karviná - HC AZ Havířov 2010 6:3 (3:0,2:0, 1:3)
- HC AZ Havířov 2010 - HC Baník Karviná 5:1 (2:1, 1:0, 2:0)
- HC Baník Karviná - HC AZ Havířov 2010 5:3 (3:3, 0:0, 2:0)
- HC AZ Havířov 2010 - HC Baník Karviná 8:2 (2:0, 3:0, 3:2)
- Konečný stav série 3:2 na zápasy pro HC AZ Havířov 2010, který tak postoupil do baráže o 1. ligu.

## Kvalifikace o postup do baráže o 2. ligu
- Přeborníci Libereckého, Plzeňského, Jihomoravského a Zlínského krajského přeboru se vzdali účasti. Na Vysočině a v Olomouckém kraji se nejvyšší krajské soutěže neorganizovaly.[1]

V každé ze skupin se utkal dvoukolově každý s každým (doma a venku). Kvalifikace se hrála dle norem pro 2. ligu s výjimkou bodového systému, který se od norem 2. ligy lišil - za vítězství se udělovaly 2 body, za remízu 1 bod a za prohru 0 bodů. Vítězové jednotlivých skupin postoupili do baráže o 2. ligu proti posledním týmům jednotlivých skupin 2. ligy.

### Skupina A
| Poř. | Tým                                                                  | Z | V | R | P | Skóre | B |
| ---- | -------------------------------------------------------------------- | - | - | - | - | ----- | - |
| 1.   | HC Slavoj Zbraslav (přeborník Pražského přeboru)                     | 4 | 3 | 0 | 1 | 23:13 | 6 |
| 2.   | HC Slovan Louny (přeborník Ústeckého krajského přeboru)              | 4 | 2 | 0 | 2 | 16:19 | 4 |
| 3.   | HC Slavoj Velké Popovice (přeborník Středočeského krajského přeboru) | 4 | 1 | 0 | 3 | 15:22 | 2 |

- 1. března:
  - HC Slovan Louny - HC Slavoj Velké Popovice 5:6

- 3. března:
  - HC Slavoj Zbraslav - HC Slovan Louny 6:1

- 9. března:
  - HC Slavoj Velké Popovice - HC Slavoj Zbraslav 3:4 ve 43. minutě (nedohráno), 0:5 kontumačně

- 10. března:
  - HC Slavoj Velké Popovice - HC Slovan Louny 3:4

- 14. března:
  - HC Slavoj Zbraslav - HC Slavoj Velké Popovice 8:6

- 15. března:
  - HC Slovan Louny - HC Slavoj Zbraslav 6:4

### Skupina B
| Poř. | Tým                                                                        | Z | V | R | P | Skóre | B  |
| ---- | -------------------------------------------------------------------------- | - | - | - | - | ----- | -- |
| 1.   | HC Stadion Vrchlabí (přeborník Královéhradeckého krajského přeboru)        | 6 | 4 | 2 | 0 | 38:17 | 10 |
| 2.   | HC Spartak Choceň (přeborník Pardubického krajského přeboru)               | 6 | 3 | 1 | 1 | 34:31 | 7  |
| 3.   | TJ Lokomotiva Veselí nad Lužnicí (přeborník Jihočeského krajského přeboru) | 5 | 2 | 0 | 3 | 28:25 | 4  |
| 4.   | HC Rebel město Nejdek (přeborník Karlovarského krajského přeboru)          | 5 | 0 | 1 | 4 | 17:44 | 1  |

- 1. března:
  - HC Stadion Vrchlabí - HC Rebel město Nejdek 12:2
  - TJ Lokomotiva Veselí nad Lužnicí - HC Spartak Choceň 4:2

- 3. března:
  - HC Rebel město Nejdek - HC Spartak Choceň 6:10
  - HC Stadion Vrchlabí - TJ Lokomotiva Veselí nad Lužnicí 7:5

- 8. března:
  - TJ Lokomotiva Veselí nad Lužnicí - HC Rebel město Nejdek 13:4
  - HC Spartak Choceň - HC Stadion Vrchlabí 5:5

- 10. března:
  - HC Rebel město Nejdek - HC Stadion Vrchlabí 2:2
  - HC Spartak Choceň - TJ Lokomotiva Veselí nad Lužnicí 8:5

- 15. března:
  - HC Spartak Choceň - HC Rebel město Nejdek 7:3
  - TJ Lokomotiva Veselí nad Lužnicí - HC Stadion Vrchlabí 1:4

- 17. března:
  - HC Rebel město Nejdek - TJ Lokomotiva Veselí nad Lužnicí nehráno1
  - HC Stadion Vrchlabí - HC Spartak Choceň 8:2

1 Zápas již nemohl nic změnit na postupujícím, a tak se z finančních důvodů neuskutečnil.

### Skupina C
| Poř. | Tým                                                       | Z | V | R | P | Skóre | B |
| ---- | --------------------------------------------------------- | - | - | - | - | ----- | - |
| 1.   | HC Orlová (přeborník Moravskoslezského krajského přeboru) | - | - | - | - | -:-   | - |

- Poté, co se přeborníci Jihomoravského a Zlínského krajského přeboru vzdali účasti, zůstal ve skupině přeborník Moravskoslezského krajského přeboru - HC Orlová sám. Postoupil tak bez boje do baráže o 2. ligu.

## Baráž o 2. ligu
- Hráno jako série na dvě vítězná utkání.

### Západ
- 21. března:
  - HC Milevsko 2010 - HC Slavoj Zbraslav 9:2 (4:0, 2:0, 3:2)
- 23. března:
  - HC Slavoj Zbraslav - HC Milevsko 2010 3:5 (2:3, 1:1, 0:1)

Tým HC Milevsko 2010 si uhájil druholigovou příslušnost, když zvítězil 2:0 na zápasy.

### Střed
- 23. března:
  - HC Lvi Chotěboř - HC Stadion Vrchlabí 3:5 (0:2, 3:1, 0:2)
- 27. března:
  - HC Stadion Vrchlabí - HC Lvi Chotěboř 7:3 (1:2, 3:1 3:0)

Tým HC Stadion Vrchlabí si vybojoval druholigovou příslušnost, když zvítězil 2:0 na zápasy. HC Lvi Chotěboř sestoupili do krajského přeboru.

### Východ
- 9. března:
  - HC Bobři Valašské Meziříčí - HC Orlová 3:4 (PP) (1:0, 2:2, 0:1 - 0:1)
- 13. března:
  - HC Orlová - HC Bobři Valašské Meziříčí 0:7 (0:0, 0:4, 0:3)
- 16. března:
  - HC Bobři Valašské Meziříčí - HC Orlová 3:2 (1:2, 1:0, 1:0)

Tým HC Bobři Valašské Meziříčí si uhájil druholigovou příslušnost, když zvítězil 2:1 na zápasy.